# Verein für Leibesübungen von 1899 2021-2022
Questa voce raccoglie le informazioni riguardanti il Verein für Leibesübungen von 1899 nelle competizioni ufficiali della stagione 2021-2022.

## Stagione
Nella stagione 2021-2022 l'Osnabrück, allenato da Daniel Scherning, concluse il campionato di 3. Liga al 6º posto. In Coppa di Germania l'Osnabrück fu eliminato al secondo turno dal Friburgo.

## Rosa
| N. |                        | Ruolo | Calciatore           |
| -- | ---------------------- | ----- | -------------------- |
| 1  | Germania (bandiera)    | P     | Tim Wiesner          |
| 3  | Germania (bandiera)    | D     | Florian Kleinhansl   |
| 4  | Austria (bandiera)     | D     | Lukas Gugganig       |
| 6  | Germania (bandiera)    | C     | Sven Köhler          |
| 7  | Germania (bandiera)    | A     | Sören Bertram        |
| 8  | Germania (bandiera)    | C     | Ulrich Taffertshofer |
| 9  | Stati Uniti (bandiera) | A     | Andrew Wooten        |
| 10 | Germania (bandiera)    | C     | Oliver Wähling       |
| 11 | Germania (bandiera)    | A     | Ba-Muaka Simakala    |
| 13 | Germania (bandiera)    | C     | Lukas Kunze          |
| 16 | Germania (bandiera)    | C     | Ulrich Bapoh         |
| 17 | Germania (bandiera)    | A     | Felix Higl           |
| 18 | Germania (bandiera)    | D     | Maurice Trapp        |
| 19 | Germania (bandiera)    | C     | Jan Chorushij        |
| 20 | Germania (bandiera)    | A     | Marc Heider          |

| N. |                     | Ruolo | Calciatore          |
| -- | ------------------- | ----- | ------------------- |
| 21 | Germania (bandiera) | P     | Laurenz Beckemeyer  |
| 22 | Germania (bandiera) | P     | Philipp Kühn        |
| 23 | Germania (bandiera) | D     | Omar Traoré         |
| 24 | Austria (bandiera)  | D     | Manuel Haas         |
| 25 | Germania (bandiera) | A     | Emeka Oduah         |
| 26 | Germania (bandiera) | C     | Sebastian Klaas     |
| 27 | Germania (bandiera) | A     | Tom Bertelsmann     |
| 29 | Germania (bandiera) | D     | Davide Itter        |
| 30 | Germania (bandiera) | A     | Aaron Opoku         |
| 33 | Germania (bandiera) | D     | Timo Beermann       |
| 34 | Germania (bandiera) | D     | Tom-Julian Kanowski |
| 35 | Germania (bandiera) | A     | Arvin Moulai        |
| 37 | Germania (bandiera) | D     | Jannik Zahmel       |
| 38 | Germania (bandiera) | A     | Kevin Wiethaup      |
| 39 | Germania (bandiera) | D     | Yigit Karademir     |

## Organigramma societario
Area tecnica
- Allenatore: Daniel Scherning
- Allenatore in seconda: Danilo, Tim Danneberg
- Preparatore dei portieri: Rolf Meyer
- Preparatori atletici: Mathis Beckmann

## Calciomercato

### Sessione estiva
| Acquisti | Acquisti           | Acquisti            | Acquisti |
| R.       | Nome               | da                  | Modalità |
| -------- | ------------------ | ------------------- | -------- |
| A        | Aaron Opoku        | Amburgo             |          |
| P        | Tim Wiesner        | F. Düsseldorf II    |          |
| D        | Manuel Haas        | Ried                |          |
| A        | Tom Bertelsmann    | Osnabrück U19       |          |
| C        | Jan Chorushij      | Twente/Heracles U18 |          |
| A        | Felix Higl         | Ulma                |          |
| D        | Davide Itter       | Wolfsburg II        |          |
| D        | Florian Kleinhansl | Stoccarda II        |          |
| C        | Sven Köhler        | Verl                |          |
| C        | Lukas Kunze        | Rödinghausen        |          |
| A        | Ba-Muaka Simakala  | Rödinghausen        |          |
| A        | Hakim Traoré       | Oldenburg           |          |
| D        | Omar Traoré        | Uerdingen 05        |          |
| C        | Oliver Wähling     | Magonza II          |          |
| A        | Andrew Wooten      | Admira Wacker M.    |          |

| Cessioni | Cessioni         | Cessioni               | Cessioni |
| R.       | Nome             | a                      | Modalità |
| -------- | ---------------- | ---------------------- | -------- |
| P        | Moritz Nicolas   | Viktoria Colonia       |          |
| A        | Jay-Roy Grot     | Viborg                 |          |
| D        | Bashkim Ajdini   | Sandhausen             |          |
| A        | Etienne Amenyido | St. Pauli              |          |
| C        | David Blacha     | Meppen                 |          |
| D        | Konstantin Engel | Jeddeloh II            |          |
| C        | Bryan Henning    | Eintracht Braunschweig |          |
| A        | Luc Ihorst       | Eintracht Braunschweig |          |
| C        | Sebastian Kerk   | Hannover 96            |          |
| A        | Sebastian Müller | Arminia Bielefeld      |          |
| C        | Maurice Multhaup | Eintracht Braunschweig |          |
| C        | Ludovit Reis     | Amburgo                |          |
| C        | Niklas Schmidt   | Werder Brema           |          |
| D        | Adam Sušac       | Zwickau                |          |

### Sessione invernale
| Acquisti | Acquisti    | Acquisti           | Acquisti |
| R.       | Nome        | da                 | Modalità |
| -------- | ----------- | ------------------ | -------- |
| A        | Emeka Oduah | Union Fürstenwalde |          |

| Cessioni | Cessioni          | Cessioni           | Cessioni |
| R.       | Nome              | a                  | Modalità |
| -------- | ----------------- | ------------------ | -------- |
| D        | Luis Sprekelmeyer | Sportfreunde Lotte |          |
| A        | Hakim Traoré      | Sportfreunde Lotte |          |
| D        | Tim Möller        | Lippstadt 08       |          |

## Risultati

### 3. Liga

#### Girone di andata
| Arbitro: | Speckner |

|  |           |                        |
|  | Marcatori | 40’ (rig.) Stoppelkamp |

| Arbitro: | Erbst |

|                     |           |                                |
| Günther-Schmidt 13’ | Marcatori | 6’ (aut.) Erdmann 43’ Simakala |

| Arbitro: | Stegemann |

|  |           |              |
|  | Marcatori | 90’ Carstens |

| Arbitro: | Bokop |

|            |           |           |
| Kopacz 48’ | Marcatori | 81’ Klaas |

| Arbitro: | Kessel |

|                      |           |         |
| Heider 14’ Kunze 74’ | Marcatori | 53’ Taz |

| Arbitro: | Petersen |

|  |           |                                     |
|  | Marcatori | 25’ Klaas 32’ Heider 50’ Kleinhansl |

| Arbitro: | Hempel |

|                                   |           |  |
| Heider 56’, 67’ Berzel 75’ (aut.) | Marcatori |  |

| Arbitro: | Jablonski |

|                             |           |                      |
| Multhaup 66’ Lauberbach 73’ | Marcatori | 60’ Klaas 82’ Heider |

| Arbitro: | Stegemann |

|             |           |  |
| Bertram 43’ | Marcatori |  |

| Arbitro: | Bacher |

|                            |           |  |
| Klingenburg 7’ Hercher 25’ | Marcatori |  |

| Arbitro: | Schwengers |

|  |           |           |
|  | Marcatori | 73’ König |

| Arbitro: | Haslberger |

|         |           |                       |
| Kapp 7’ | Marcatori | 13’ Heider 31’ Köhler |

| Osnabrück 22 ottobre 2021, ore 19:00 CEST 13ª giornata | Osnabrück | 0 – 0 referto | Hallescher | Stadion an der Bremer Brücke (8 914 spett.)\| Arbitro: \| Exner \| |
| Arbitro:                                               | Exner     |               |            |                                                                    |

| Arbitro: | Burda |

|           |           |                     |
| Akono 70’ | Marcatori | 22’ Trapp 35’ Klaas |

| Arbitro: | Hanslbauer |

|                            |           |         |
| Simakala 39’, 48’ Higl 85’ | Marcatori | 25’ Lex |

| Arbitro: | Hempel |

|                                        |           |                                           |
| Martinovic 36’, 44’ (rig.), 77’ (rig.) | Marcatori | 29’ Kunze 65’ Simakala 82’ (aut.) Seegert |

| Arbitro: | Stegemann |

|  |           |             |
|  | Marcatori | 33’ Vermeij |

| Osnabrück 5 dicembre 2021, ore 14:00 CET 18ª giornata | Osnabrück | 0 – 0 referto | Havelse | Stadion an der Bremer Brücke (6 098 spett.)\| Arbitro: \| Greif \| |
| Arbitro:                                              | Greif     |               |         |                                                                    |

| Arbitro: | Schröder |

|                      |           |           |
| Schuler 36’ Atik 90’ | Marcatori | 62’ Kunze |

#### Girone di ritorno
| Arbitro: | Winter |

|                                                    |           |                                                                |
| Stoppelkamp 13’ Beermann 62’ (aut.) Bouhaddouz 71’ | Marcatori | 8’ Klaas 27’ Simakala 47’ Köhler 52’ Heider 81’ Kunze 90’ Higl |

| Arbitro: | Stegemann |

|                               |           |                 |
| Bertram 17’ Müller 84’ (aut.) | Marcatori | 87’ Steinkötter |

| Wiesbaden 22 gennaio 2022, ore 14:00 CET 22ª giornata | Wehen Wiesbaden | 0 – 0 referto | Osnabrück | BRITA-Arena (1 000 spett.)\| Arbitro: \| Badstübner \| |
| Arbitro:                                              | Badstübner      |               |           |                                                        |

| Arbitro: | Jablonski |

|                      |           |  |
| Heider 39’ Opoku 51’ | Marcatori |  |

| Arbitro: | Erbst |

|                        |           |                          |
| Tigges 36’ Moukoko 60’ | Marcatori | 73’ (rig.), 90’ Simakala |

| Arbitro: | Eckermann |

|              |           |             |
| Simakala 86’ | Marcatori | 90’ Vrenezi |

| Arbitro: | Petersen |

|             |           |            |
| Philipp 30’ | Marcatori | 50’ Köhler |

| Arbitro: | Siewer |

|            |           |            |
| Heider 45’ | Marcatori | 18’ Müller |

| Arbitro: | Stegemann |

|  |           |              |
|  | Marcatori | 25’ Beermann |

| Arbitro: | Braun |

|  |           |          |
|  | Marcatori | 78’ Boyd |

| Arbitro: | Erbst |

|             |           |                                     |
| Baumann 57’ | Marcatori | 22’ (rig.) Higl 34’ Trapp 43’ Kunze |

| Arbitro: | Winter |

|                                |           |               |
| Kunze 31’ Opoku 74’ Köhler 83’ | Marcatori | 63’ Benyamina |

| Arbitro: | Günsch |

|                                              |           |                                        |
| Kreuzer 59’ Zulechner 84’ Shcherbakovski 86’ | Marcatori | 31’ Klaas 36’ Higl 73’ (aut.) Landgraf |

| Arbitro: | Burda |

|                                        |           |                          |
| Traoré 31’ Klaas 73’ (rig.) Heider 85’ | Marcatori | 21’ Berlinski 67’ Berzel |

| Arbitro: | Waschitzki-Günther |

|                    |           |                                |
| Tallig 41’ Bär 59’ | Marcatori | 24’ Heider 35’ Opoku 79’ Kunze |

| Arbitro: | Ittrich |

|            |           |                |
| Traoré 30’ | Marcatori | 3’, 71’ Wagner |

| Arbitro: | Alt |

|                                        |           |                  |
| Vermeij 7’, 59’ Siquet 54’ Burkart 90’ | Marcatori | 45’ (rig.) Klaas |

| Arbitro: | Hanslbauer |

|  |           |              |
|  | Marcatori | 81’ Gugganig |

| Arbitro: | Dankert |

|          |           |                                                    |
| Klaas 5’ | Marcatori | 7’ Conteh 49’ Ceka 57’ Rorig 62’ Kwarteng 73’ Bell |

### Coppa di Germania
| Arbitro: | Ittrich |

|                      |           |  |
| Trapp 44’ Köhler 90’ | Marcatori |  |

| Arbitro: | Schröder |

|                                        |                      |                                            |
| Gugganig 90’ Klaas 108’                | Marcatori            | 33’ Grifo 120’ Schlotterbeck               |
| Kleinhansl Klaas Gugganig Itter Wooten | Tiri di rigore 2 – 3 | Höler Günter Eggestein Schlotterbeck Jeong |

## Statistiche

### Statistiche di squadra
| Competizione      | Punti | In casa | In casa | In casa | In casa | In casa | In casa | In trasferta | In trasferta | In trasferta | In trasferta | In trasferta | In trasferta | Totale | Totale | Totale | Totale | Totale | Totale | DR  |
| Competizione      | Punti | G       | V       | N       | P       | Gf      | Gs      | G            | V            | N            | P            | Gf           | Gs           | G      | V      | N      | P      | Gf     | Gs     | DR  |
| ----------------- | ----- | ------- | ------- | ------- | ------- | ------- | ------- | ------------ | ------------ | ------------ | ------------ | ------------ | ------------ | ------ | ------ | ------ | ------ | ------ | ------ | --- |
| 3. Liga           | 58    | 18      | 8       | 3       | 7       | 22      | 19      | 18           | 8            | 7            | 3            | 34           | 29           | 36     | 16     | 10     | 10     | 56     | 48     | +8  |
| Coppa di Germania | -     | 2       | 1       | 1       | 0       | 4       | 2       | 0            | 0            | 0            | 0            | 0            | 0            | 2      | 1      | 1      | 0      | 4      | 2      | +2  |
| Totale            | 58    | 20      | 9       | 4       | 7       | 26      | 21      | 18           | 8            | 7            | 3            | 34           | 29           | 38     | 17     | 11     | 10     | 60     | 50     | +10 |

### Andamento in campionato
| Giornata  | 1  | 2 | 3  | 4  | 5  | 6  | 7 | 8 | 9 | 10 | 11 | 12 | 13 | 14 | 15 | 16 | 17 | 18 | 19 | 20 | 21 | 22 | 23 | 24 | 25 | 26 | 27 | 28 | 29 | 30 | 31 | 32 | 33 | 34 | 35 | 36 | 37 | 38 |
| --------- | -- | - | -- | -- | -- | -- | - | - | - | -- | -- | -- | -- | -- | -- | -- | -- | -- | -- | -- | -- | -- | -- | -- | -- | -- | -- | -- | -- | -- | -- | -- | -- | -- | -- | -- | -- | -- |
| Luogo     | C  | T | C  | T  | C  | T  | C | T | C | T  | C  | T  | C  | T  | C  | T  | C  | C  | T  | T  | C  | T  | C  | T  | C  | T  | C  | T  | C  | T  | C  | T  | C  | T  | C  | T  | T  | C  |
| Risultato | P  | V | P  | N  | V  |    | V | N | V | P  | P  | V  | N  | V  | V  | N  | P  | N  | P  | V  | V  | N  | V  | N  |    | N  | N  | V  | P  | V  | V  | N  | V  | V  | P  | P  | V  | P  |
| Posizione | 16 | 8 | 12 | 12 | 10 | 11 | 9 | 8 | 5 | 7  | 11 | 9  | 9  | 6  | 3  | 4  | 6  | 8  | 9  | 9  | 6  | 7  | 5  | 4  | 8  | 7  | 7  | 5  | 7  | 6  | 5  | 5  | 4  | 4  | 5  | 6  | 5  | 6  |

Legenda:

Luogo: C = Casa; T = Trasferta. Risultato: V = Vittoria; N = Pareggio; P = Sconfitta.

### Statistiche dei giocatori
| Giocatore        | 3. Liga  | 3. Liga | 3. Liga     | 3. Liga    | Coppa di Germania | Coppa di Germania | Coppa di Germania | Coppa di Germania | Totale   | Totale | Totale      | Totale     |
| Giocatore        | Presenze | Reti    | Ammonizioni | Espulsioni | Presenze          | Reti              | Ammonizioni       | Espulsioni        | Presenze | Reti   | Ammonizioni | Espulsioni |
| ---------------- | -------- | ------- | ----------- | ---------- | ----------------- | ----------------- | ----------------- | ----------------- | -------- | ------ | ----------- | ---------- |
| U. Bapoh         | 22       | 0       | 3           | 0          | 0                 | 0                 | 0                 | 0                 | 22       | 0      | 3           | 0          |
| L. Beckemeyer    | 0        | 0       | 0           | 0          | 0                 | 0                 | 0                 | 0                 | 0        | 0      | 0           | 0          |
| T. Beermann      | 22       | 1       | 4           | 0          | 1                 | 0                 | 0                 | 0                 | 23       | 1      | 4           | 0          |
| T. Bertelsmann   | 1        | 0       | 0           | 0          | 0                 | 0                 | 0                 | 0                 | 1        | 0      | 0           | 0          |
| S. Bertram       | 24       | 2       | 0           | 0          | 1                 | 0                 | 0                 | 0                 | 25       | 2      | 0           | 0          |
| J. Chorushij     | 1        | 0       | 0           | 0          | 0                 | 0                 | 0                 | 0                 | 1        | 0      | 0           | 0          |
| L. Gugganig      | 31       | 1       | 4           | 0          | 2                 | 1                 | 1                 | 0                 | 33       | 2      | 5           | 0          |
| M. Haas          | 20       | 0       | 4           | 0          | 1                 | 0                 | 0                 | 0                 | 21       | 0      | 4           | 0          |
| M. Heider        | 35       | 11      | 7           | 0          | 2                 | 0                 | 0                 | 0                 | 37       | 11     | 7           | 0          |
| F. Higl          | 36       | 4       | 1           | 0          | 2                 | 0                 | 1                 | 0                 | 38       | 4      | 2           | 0          |
| D. Itter         | 18       | 0       | 2           | 0          | 2                 | 0                 | 0                 | 0                 | 20       | 0      | 2           | 0          |
| T. Kanowski      | 0        | 0       | 0           | 0          | 0                 | 0                 | 0                 | 0                 | 0        | 0      | 0           | 0          |
| Y. Karademir     | 0        | 0       | 0           | 0          | 0                 | 0                 | 0                 | 0                 | 0        | 0      | 0           | 0          |
| S. Klaas         | 36       | 9       | 6           | 0          | 2                 | 1                 | 0                 | 0                 | 38       | 10     | 6           | 0          |
| F. Kleinhansl    | 36       | 1       | 5           | 0          | 2                 | 0                 | 2                 | 0                 | 38       | 1      | 7           | 0          |
| L. Kunze         | 37       | 7       | 6           | 0          | 2                 | 0                 | 0                 | 0                 | 39       | 7      | 6           | 0          |
| S. Köhler        | 35       | 4       | 10          | 0          | 2                 | 1                 | 2                 | 0                 | 37       | 5      | 12          | 0          |
| P. Kühn          | 38       | 0       | 2           | 0          | 2                 | 0                 | 1                 | 0                 | 40       | 0      | 3           | 0          |
| A. Moulai        | 1        | 0       | 0           | 0          | 0                 | 0                 | 0                 | 0                 | 1        | 0      | 0           | 0          |
| T. Möller        | 1        | 0       | 0           | 0          | 0                 | 0                 | 0                 | 0                 | 1        | 0      | 0           | 0          |
| E. Oduah         | 7        | 0       | 0           | 0          | 0                 | 0                 | 0                 | 0                 | 7        | 0      | 0           | 0          |
| A. Opoku         | 32       | 3       | 3           | 0          | 1                 | 0                 | 0                 | 0                 | 33       | 3      | 3           | 0          |
| B. Simakala      | 31       | 8       | 5           | 0          | 2                 | 0                 | 0                 | 1                 | 33       | 8      | 5           | 1          |
| L. Sprekelmeyer  | 1        | 0       | 0           | 0          | 0                 | 0                 | 0                 | 0                 | 1        | 0      | 0           | 0          |
| U. Taffertshofer | 26       | 0       | 8           | 1          | 2                 | 0                 | 0                 | 0                 | 28       | 0      | 8           | 1          |
| H. Traoré        | 1        | 0       | 0           | 0          | 0                 | 0                 | 0                 | 0                 | 1        | 0      | 0           | 0          |
| O. Traoré        | 33       | 2       | 3           | 1          | 2                 | 0                 | 0                 | 0                 | 35       | 2      | 3           | 1          |
| M. Trapp         | 35       | 2       | 4           | 0          | 2                 | 1                 | 0                 | 0                 | 37       | 3      | 4           | 0          |
| T. Wiesner       | 0        | 0       | 0           | 0          | 0                 | 0                 | 0                 | 0                 | 0        | 0      | 0           | 0          |
| K. Wiethaup      | 0        | 0       | 0           | 0          | 0                 | 0                 | 0                 | 0                 | 0        | 0      | 0           | 0          |
| A. Wooten        | 17       | 0       | 1           | 0          | 1                 | 0                 | 0                 | 0                 | 18       | 0      | 1           | 0          |
| O. Wähling       | 12       | 0       | 1           | 0          | 0                 | 0                 | 0                 | 0                 | 12       | 0      | 1           | 0          |
| J. Zahmel        | 0        | 0       | 0           | 0          | 0                 | 0                 | 0                 | 0                 | 0        | 0      | 0           | 0          |